# Douglas AC-47 Spooky
Douglas AC-47 Spooky var ett markunderstödsflygplan som användes av USAF för eldunderstöd under Vietnamkriget. Baserad på det ärevördiga transportflygplanet Douglas DC-3 och beväpnad med tre stycken miniguns kunde den projicera en avsevärd eldkraft mot ett bestämt område.

## Utveckling
Normalt sett sitter fast beväpning på ett flygplan riktad rakt framåt. Det är idealiskt för luftstrid, men för att anfalla mål på marken innebär det flera nackdelar; dels måste flygplanet dyka mot marken för att avfyra sina vapen, dels kommer man ganska snabbt flyga förbi målet och måste vända om för att anfalla på nytt. Därför föreslog Ralph Flexman på Bell Aerosystems att man skulle kunna montera ett vapen för att i stället skjuta vinkelrätt från flygriktningen. Därmed skulle man kontinuerligt kunna beskjuta samma mål genom att flyga i cirkel runt det. Den 28 oktober 1963 påbörjade USAF därför Project Tailchaser där en Convair C-131 Samaritan på försök utrustades med målkameror riktade vinkelrätt ut åt vänster. Projektet visade att det var enklare än befarat att sikta mot ett mål vinkelrätt från flygriktningen och hålla kvar det i siktet under en ihållande sväng.
Projekt Tailchaser saknade dock vidare finansiering, så utvecklingen hade kunnat stanna där. Kapten Ronald W. Terry fick dock höra om projektet och insåg att beväpningen vore idealisk för de Flareships som på natten flög i cirkel runt amerikanska baser och släppte lysbomber mot FNL-gerillan. Tillsammans med löjtnant Ralph Kimberlin som var ansvarig för integreringen av GAU-2 Minigun i vapenkapseln SUU-11A lyckades de tigga till sig en provskjutning med en Minigun monterad i samma C-131. Provskjutningen som ägde rum i augusti 1964 visade att det var möjligt att bekämpa små mål på en begränsad yta under relativt lång tid och samtidigt vara utom skotthåll för moteld.
Resultatet av provskjutningen uppmärksammades av Curtis LeMay i november 1964. Han skickade Terry till Tan Son Nhat i Vietnam tillsammans med nio stycken Miniguns med uppgiften att utveckla transportflygplanet Douglas C-47 Skytrain till en provplattform. C-47 var idealisk, den var robust, hade god uthållighet och tillräckligt med lastutrymme för flera Miniguns med ammunition. I mitten på december 1964 stod de två första flygplanen (till en början betecknade FC-47D) klara beväpnade med tre Miniguns vardera. Efter att de första insatserna visat vilket användbart vapen FC-47 var begärde general Joseph Harold Moore (flygvapnets högste chef i Vietnam) att en division sådana flygplan skulle sättas upp,  vilket blev 4th Air Commando Squadron. USAF började därför återaktivera C-47:or från flygplanskyrkogården vid Davis-Monthan. I november 1965 hade totalt 20 flygplan blivit ombyggda, nu med den mer passande beteckningen AC-47D.
Ronald Terry befordrades till major och fortsatte att utveckla mer avancerade och tyngre beväpnade ”Gunships” som Lockheed AC-130. Dessa ersatte AC-47 i amerikansk tjänst 1969 och flygplanen såldes eller överläts till Republiken Vietnam, Kungariket Laos och Khmerrepubliken. Flera andra länders flygvapen har byggt liknande flygplan baserade antingen på DC-3 eller den modernare varianten Basler BT-67. Alla dessa har dock varit beväpnade med 12,7 mm kulsprutor, antingen Browning M2 eller General Electric GAU-19 och i vissa fall även med 20 mm automatkanoner.

## Användning

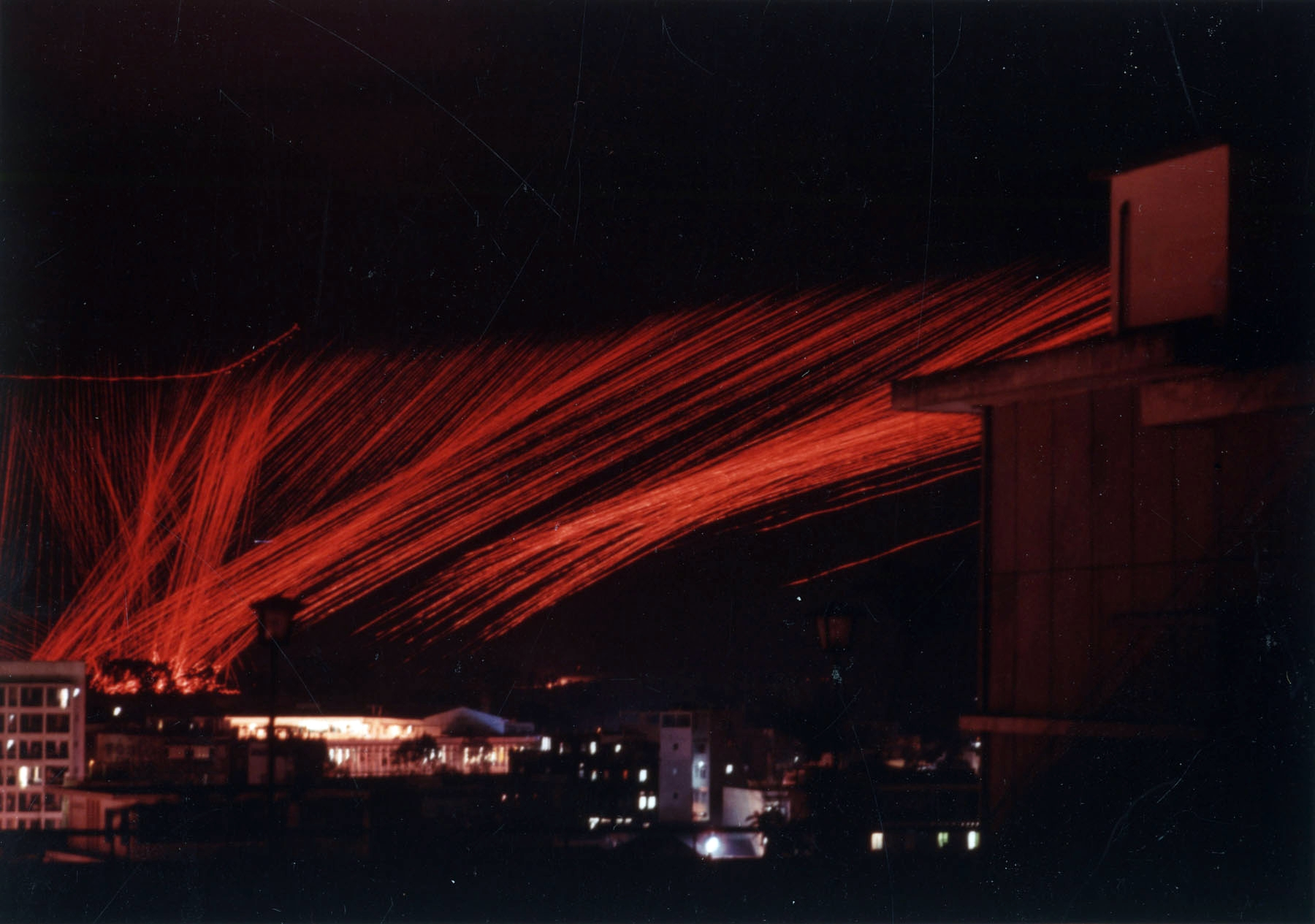
Spårljus från en AC-47 haglar ner över ett målområde utanför Saigon, 1968.

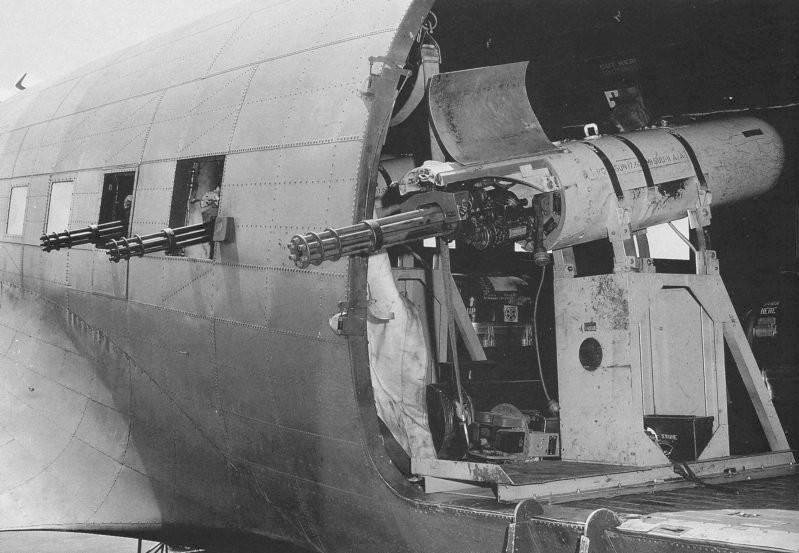
Beväpningen i en AC-47; Tre stycken GAU-2 Miniguns monterade i SUU-11A vapenkapslar på improviserade stativ i lastrummet.

Den första insatsen genomfördes natten mellan 23 och 24 december 1964 när en FC-47 anlände till ett Special Forces-läger i Mekongdeltat 37 minuter efter att det anfallits av FNL. Efter att först ha flugit ett varv runt lägret för att släppa lysbomber öppnade flygplanet eld. En eldskur på tre sekunder placerade 900 kulor i målområdet, 180 av dem med spårljus. Den psykologiska effekten var överväldigande och FNL valde att retirera efter att ha anfallits av ”en eldsprutande drake”. Anfallet upprepades några minuter senare vid ett annat läger 3 mil längre söderut.
Två divisioner, 3rd och 4th Air Commando Squadron (senare Special Operations Squadron), var utrustade med AC-47. De var baserade i Tan Son Nhat men opererade från flera andra framskjutna baser som Bien Hoa, Pleiku, Nha Trang, Da Nang och Can Tho. I början av 1966 utökades operationerna från att försvara läger i södra Vietnam till att anfalla transporter längst Ho Chi Minhleden i Laos och Kambodja. Här mötte de också på hårdare motstånd i form av 37 mm och 57 mm luftvärnskanoner vilket orsakade flera förluster.
Mellan 1964 och 1969 genomförde dessa två divisioner totalt 150 000 uppdrag, försvarade 3 926 läger och posteringar, avfyrade 97 miljoner 7,62 mm patroner och dödade uppskattningsvis 5 300 fiender. Ingen position som försvarades av AC-47:or blev erövrade av fienden. Femton AC-47:or gick förlorade, de flesta till följd av luftvärnseld.
Ett antal AC-47:or erövrades av Nordvietnam 1975 och kom troligen till användning under Kambodjansk-vietnamesiska kriget. Indonesien använde sina AC-47-kopior under invasionen av Östtimor 1975. Colombia och El Salvador är de enda länder som fortfarande på 2000-talet har beväpnade C-47:or i tjänst.

## Varianter
Det fanns bara en variant; AC-47D. Att de till en början betecknades FC-47D beror på att C-47:or utrustade för elektronisk krigföring redan hade fått beteckningen AC-47. År 1965 ändrades beteckningarna enligt 1962 års standard till EC-47D (elektronisk krigföring) och AC-47D (attack). D:et kommer från att alla AC-47:or byggdes om från versionen C-47D (beteckning på C-47B som efter andra världskriget fått sina kompressorer bortmonterade).

## Fotnoter
1. ↑  GAU-2 är amerikanska flygvapnets beteckning på Minigun.
2. ↑  SUU-11A är en vapenkapsel med en Minigun, 1 500 patroner och fjärrutlösning i ett strömlinjeformat hölje.